# Shepperd Strudwick
Shepperd Strudwick, född 22 september 1907 i Hillsborough, North Carolina, död 15 januari 1983 i New York, var en amerikansk skådespelare. Han filmdebuterade 1938 och var verksam fram till 1982. Från slutet av 1950-talet arbetade han främst, men inte uteslutande, som TV-skådespelare.

## Filmografi, urval
- 1938 – Min man detektiven
- 1941 – Dansen är mitt liv
- 1941 – En kvinna minns...
- 1942 – Svindel och kärlek
- 1948 – Vad mannen begär
- 1948 – Jeanne d'Arc
- 1949 – Alla kungens män
- 1949 – Kvinna i fara
- 1949 – Den röda ponyn
- 1950 – I dansens virvlar
- 1950 – Texas Kid
- 1951 – En plats i solen
- 1956 – Falskt alibi
- 1956 – Musik under stjärnorna
- 1956 – När skymningen faller
- 1958 – Mordvittne på flykt